# 馬里尼奧市 (蘇克雷州)

馬里尼奧市（西班牙語：Municipio Mariño），是委內瑞拉的一個市，位於該國北部蘇克雷州，首府設於伊拉帕，面積469平方公里，2011年人口22,338，人口密度每平方公里47.63人。